# Nacka kommun
Nacka kommun er en kommune i Stockholms län i landskaberne Uppland og Södermanland. Hovedbyen er  Nacka, og  kommunen indgår i Storstockholm. Kommunen har et areal på knap 100 km2, og en befolkning på godt 90.000 mennesker.

## Naturområder
I Nackareservatet og Erstaviks fideikommis, som begge er  store rekreationsområder, findes afvekslende natur med gran-, bjergfyrskove, moser og søer.

## Naturreservat
Följande naturreservat findes indfor kommunen:
| Naturreservat        | Areal (hektar) |
| -------------------- | -------------- |
| Nackareservatet      | cirka 730      |
| Velamsund            | cirka 700      |
| Nyckelviken          | cirka 170      |
| Skogsö               | cirka 150      |
| Tattby               | cirka 110      |
| Strålsjön–Erstavik   | 63             |
| Älta Mosse–Strålsjön | 52             |
| Långsjön             | 23             |
| Abborrträsk          | 21             |
| Gärdesudden          | cirka 10       |
| Ekoberget            | 3              |

## Eksterne kilder og henvisninger
- Nacka kommun

59°19′N 18°10′Ø / 59.317°N 18.167°Ø